# فيليج
فيليج (بالروسية: Велиж) هي إحدى مدن روسيا في الكيان الفدرالي الروسي سمولينسك أوبلاست.